# Слобода (Владимирская область)
Слобода — деревня в Кольчугинском районе Владимирской области России, входит в состав Есиплевского сельского поселения.

## География
Деревня расположена на берегу реки Ильмовка в 1 км на запад от центра поселения села Есиплево и в 16 км на восток от райцентра города Кольчугино.

## История
В XIX — начале XX века деревня входила в состав Есиплевской волости Юрьевского уезда, с 1925 года — в составе Кольчугинской волости Александровского уезда. В 1905 году в деревне числилось 46 дворов, в 1926 году — 50 дворов.
С 1929 года деревня входила в состав Есиплевского сельсовета Кольчугинского района, с 2005 года — в составе Есиплевского сельского поселения.

## Население
| 1905 | 1926 | 2002 | 2010 | 2021 |
| ---- | ---- | ---- | ---- | ---- |
| 219  | ↗228 | ↘7   | ↘5   | ↗15  |